# Donat Acklin
Pour les articles homonymes, voir Acklin.
Donat Acklin, né le 6 juin 1965 à Herznach, est un bobeur suisse qui a concouru à la fin des années 1980 et au début des années 1990. Participant à trois éditions des Jeux olympiques d'hiver, il gagne quatre médailles dont deux en or (avec son partenaire Gustav Weder), une en argent et une en bronze.
Acklin gagne également trois médailles lors des Championnats du monde FIBT dont une en or et deux en argent.

## Palmarès

### Jeux olympiques
- Médaille d'or aux Jeux olympiques d'hiver de 1992 à Albertville en France en bobsleigh dans l'épreuve du bob à deux
- Médaille d'or aux Jeux olympiques d'hiver de 1994 à Lillehammer en Norvège dans l'épreuve du bob à deux
- Médaille d'argent aux Jeux olympiques d'hiver de 1994 à Lillehammer en Norvège dans l'épreuve du bob à quatre
- Médaille de bronze aux Jeux olympiques d'hiver de 1992 à Albertville en France dans l'épreuve du bob à quatre

### Championnats du monde
- Médaille d'or dans l'épreuve du bob à quatre lors des championnats de 1993 à Innsbruck, en Autriche
- Médaille d'argent dans l'épreuve du bob à quatre lors des championnats de 1989 à Cortina d'Ampezzo, en Italie
- Médaille d'argent dans l'épreuve de bob à deux lors des championnats de 1993 à Innsbruck, en Autriche